# Misogada pallida
Misogada pallida är en fjärilsart som beskrevs av William Schaus 1904. Misogada pallida ingår i släktet Misogada och familjen tandspinnare. Inga underarter finns listade i Catalogue of Life.